# 黎明广场站
黎明广场站位于辽宁省沈阳市大东区，是沈阳地铁1号线的车站，于2010年9月27日随一号线开通而启用，于2010年9月27日至2025年6月30日期间曾为1号线的东端终点。
车站名称“黎明广场”来源于车站北侧的黎明文化宫，故建设时期曾用名黎明文化宫站，后改为现名。

## 车站结构

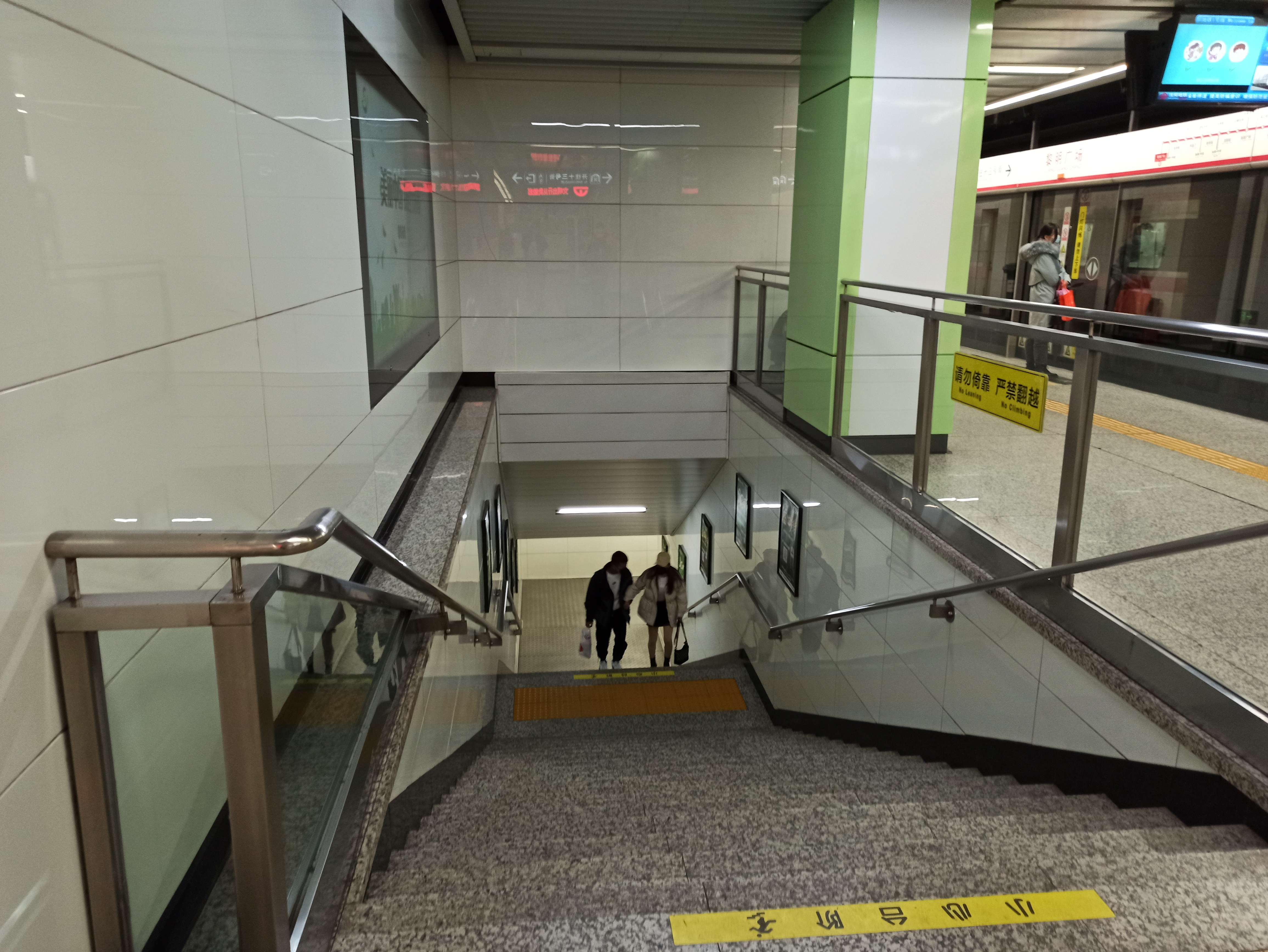
设在站台下方的换向通道

本站主体结构位于和睦路与黎明五街交口处东侧，沿和睦路布置，车站主体为东西走向，设有两个楼层。B1层为站厅及站台层，设有两个地下侧式站台并設有月台幕門，本站也是1号线在铁西区之外唯一一个以侧式月台排布的车站。该层下方为两个侧式月台之间的下穿通道，可供乘客乘车及前往对向出入口使用。
本站A、B出入口及C、D出入口分别位于轨道两侧，非付费区互不相通，乘客需利用付费区内楼梯或上至地面完成换向。
本站D出入口一侧的乘客服务中心曾于2017年9月8日至2021年10月8日期间设有盛京通业务办理窗口，后因盛京通公司内部调整，该网点被迁移至怀远门站B出入口乘客服务中心。

### 楼层
| 1层               | 地面                 | 出入口 |
| B1层              | 站厅                 | 乘客服务中心、自动售票机、自动售货机、安检                                                                                              |
| B2层              | 站台                 | \| 側式 · 開右邊车门 \| \| \| \| \| \| █ 1号线往十三号街（滂江街） \| \| \| \| █ 1号线往双马（新惠街） \| \| 側式 · 開右邊车门 \| \| \| |
| B3层              | 换向通道连接两侧月台 | 换向通道连接两侧月台 |
| 側式 · 開右邊车门 |                      | |
|                   |                      | █ 1号线往十三号街（滂江街） |
|                   |                      | █ 1号线往双马（新惠街） |
| 側式 · 開右邊车门 |                      | |

### 月台
本站站台以2个侧式月台形式排布，大多数情况下列车将会在本站开启右侧车门。
本站站前及站后各设置有一条渡线，2010年9月27日至2025年6月3日期间，全部列车在本站清客后使用本站站后渡线完成折返。如遇站后渡线因检修或信号故障无法正常折返，所有列车将使用本站站前的折返线进行折返，到站列车将会开启左侧车门，同时列车不会清客，在到站乘客下车的同时搭载前往滂江街站方向的乘客。
2025年6月4日起，因一号线首通段及一号线东延线开始进行列车贯通调试，本站站后折返线暂停全日日常使用，所有列车在本站清客后改为使用东大营街站站后存车线或双马站站后折返线进行折返。

### 出入口
车站设置4个出入口，A、B出入口位于和睦路北侧，C、D出入口位于和睦路南侧，A、D两个出入口设置无障碍电梯。
| 出口编号              | 出口指示 | 建议前往的目的地                                     | 照片 |
| --------------------- | -------- | ---------------------------------------------------- | ---- |
| 出口 · A · 升降机标志 | 和睦路北 | 东塔街、和睦北一路、新开河、地铁公交二〇四公交停车场 |      |
| 出口 · B              | 和睦路北 | 黎明五街、黎明文化宫、万科城市之光                   |      |
| 出口 · C              | 和睦路南 | 东塔商场、黎明四街                                   |      |
| 出口 · D · 升降机标志 | 和睦路南 | 东塔街、黎明生活坊、春晖家园、沈阳市运河风景管理处   |      |
| 註： 設有             |          |                                                      |      |

## 接驳交通
| 黎明文化宫（站位位于和睦路，A出入口及D出入口旁） \| 编号 \| 编号 \| 线路 \| 线路 \| 线路 \| 收费 \| 运营商 \| 备注 \| \| ---- \| ------- \| ------------------ \| ---- \| ---------------- \| ---- \| -------- \| ----------------------------------------------------------------------------- \| \| \| 133支线 \| 保利花园（东平路） \| ⇆ \| 黎明文化宫 \| 2元 \| 安运公交 \| \| \| \| 151支线 \| 劳动路榆林大街 \| ⇆ \| 黎明文化宫 \| 2元 \| 安运公交 \| \| \| \| 169支线 \| 金鹏花园 \| ⇆ \| 黎明文化宫 \| 2元 \| 安运巴士 \| 定时班车 \| \| \| 230 \| 高官台公交停车场 \| ⇆ \| 沈阳北站 \| 2元 \| 通利公司 \| \| \| \| 243 \| 新东三街东陵西路 \| ⇆ \| 沈阳站西公交枢纽 \| 2元 \| 地铁公交 \| \| \| \| 274 \| 水晶城东 \| ⇆ \| 五爱市场西区 \| 2元 \| 地铁公交 \| 由五爱市场西区前往中房基安花园西门至水晶城东 沿途各站需在中房基安花园西门换乘 \| |         |                    |      |                  |      |          |                                                                               |
| 编号 | 编号    | 线路               | 线路 | 线路             | 收费 | 运营商   | 备注                                                                          |
| | 133支线 | 保利花园（东平路） | ⇆    | 黎明文化宫       | 2元  | 安运公交 |                                                                               |
| | 151支线 | 劳动路榆林大街     | ⇆    | 黎明文化宫       | 2元  | 安运公交 |                                                                               |
| | 169支线 | 金鹏花园           | ⇆    | 黎明文化宫       | 2元  | 安运巴士 | 定时班车                                                                      |
| | 230     | 高官台公交停车场   | ⇆    | 沈阳北站         | 2元  | 通利公司 |                                                                               |
| | 243     | 新东三街东陵西路   | ⇆    | 沈阳站西公交枢纽 | 2元  | 地铁公交 |                                                                               |
| | 274     | 水晶城东           | ⇆    | 五爱市场西区     | 2元  | 地铁公交 | 由五爱市场西区前往中房基安花园西门至水晶城东 沿途各站需在中房基安花园西门换乘 |

| 编号 | 编号    | 线路               | 线路 | 线路             | 收费 | 运营商   | 备注                                                                          |
| ---- | ------- | ------------------ | ---- | ---------------- | ---- | -------- | ----------------------------------------------------------------------------- |
|      | 133支线 | 保利花园（东平路） | ⇆    | 黎明文化宫       | 2元  | 安运公交 |                                                                               |
|      | 151支线 | 劳动路榆林大街     | ⇆    | 黎明文化宫       | 2元  | 安运公交 |                                                                               |
|      | 169支线 | 金鹏花园           | ⇆    | 黎明文化宫       | 2元  | 安运巴士 | 定时班车                                                                      |
|      | 230     | 高官台公交停车场   | ⇆    | 沈阳北站         | 2元  | 通利公司 |                                                                               |
|      | 243     | 新东三街东陵西路   | ⇆    | 沈阳站西公交枢纽 | 2元  | 地铁公交 |                                                                               |
|      | 274     | 水晶城东           | ⇆    | 五爱市场西区     | 2元  | 地铁公交 | 由五爱市场西区前往中房基安花园西门至水晶城东 沿途各站需在中房基安花园西门换乘 |

| 编号 | 编号 | 线路         | 线路 | 线路         | 收费 | 运营商   | 备注 |
| ---- | ---- | ------------ | ---- | ------------ | ---- | -------- | ---- |
|      | 107  | 东方御景     | ⇆    | 龙之梦亚太城 | 2元  | 客运一分 |      |
|      | 237  | 和睦路地坛街 | ⇆    | 铁西广场     | 2元  | 地铁公交 |      |

! style="background:#CCCCCC;" |註釋
|-
|style="font-size:85%; text-align:left;" |
- 133支线/151支线/169支线均在A出入口旁站台终到，D出入口旁始发。
- 230/237/243/274四条线路均停靠“二〇四”车站（B/C出入口向西约200米），其中237路仅铁西广场方向经停（反方向车站位于和睦北一路黎明四街）。

|-

## 利用状况
本站位于和睦路及东陵路附近，是一号线自东向西进入大东区范围的首个车站，周边住宅小区较多，因此客流以附近地区的居民为主。也有少数居住于本站东部的乘客选择乘坐公交到本站附近，换乘地铁前往其它地区。

## 歷史
- 2010年9月27日 - 本站随1号线开通启用。